# 100 mètres masculin aux championnats du monde d'athlétisme 2005
Navigation
Paris 2003 Osaka 2007
L'épreuve du 100 mètres masculin des championnats du monde d'athlétisme 2005 s'est déroulée les 6 et 7 août 2005 dans le Stade olympique d'Helsinki, en Finlande. Elle est remportée par l'Américain Justin Gatlin, en 9 s 88.

## Records
| Record du monde           | 9 s 77  | Asafa Powell     | Jamaïque   | 14 juin 2005    | Athènes |
| Record des championnats   | 9 s 80  | Maurice Greene   | États-Unis | 22 août 1999    | Séville |
| Record d'Asie             |         |                  |            |                 |         |
| Record d'Amérique du Nord | 9 s 77  | Asafa Powell     | Jamaïque   | 14 juin 2005    | Athènes |
| Record d'Amérique du Sud  | 10 s 00 | Robson da Silva  | Brésil     | 22 juillet 1988 | Mexico  |
| Record d'Europe           | 9 s 86  | Francis Obikwelu | Portugal   | 22 août 2004    | Athènes |
| Record d'Océanie          | 9 s 93  | Patrick Johnson  | Australie  | 5 mai 2003      | Mito    |

## Résultats

### Finale
| Rang               | Athlète          | Pays                       | Temps   | Notes |
| ------------------ | ---------------- | -------------------------- | ------- | ----- |
| Médaille d'or      | Justin Gatlin    | États-Unis                 | 9 s 88  | SB    |
| Médaille d'argent  | Michael Frater   | Jamaïque                   | 10 s 05 |       |
| Médaille de bronze | Kim Collins      | Saint-Christophe-et-Niévès | 10 s 05 |       |
| 4                  | Francis Obikwelu | Portugal                   | 10 s 07 |       |
| 5                  | Dwight Thomas    | Jamaïque                   | 10 s 09 |       |
| 6                  | Leonard Scott    | États-Unis                 | 10 s 13 |       |
| 7                  | Marc Burns       | Trinité-et-Tobago          | 10 s 14 |       |
| 8                  | Aziz Zakari      | Ghana                      | 10 s 20 |       |